# 二十二史劄記
《二十二史劄記》，清代趙翼（1727年－1814年）著，三十六卷，補遺一卷。每卷以類相從，並各立標題，總計條目約六百零九題，於乾隆六十年三月出版。內容以研究歷代正史為主，其中涉及当时尚未明确为正史的《舊唐書》及《舊五代史》，雖名为二十二史，但實涉及全部二十四史。與錢大昕《二十二史考異》、王鳴盛《十七史商榷》並稱。

## 緣起題綱
乾隆三十七年（1772年）趙翼辭官退休，閒居無事，讀書寫書自娛，用筆記形式把資料記錄，日積月累而成《二十二史劄記》，編目以筆記條列方式按二十四史之先後分卷（其時舊唐書及舊五代史尚未列入正史，故稱二十二史）。考據包括史記至明史等二十四史。題目大多標新立異，一針見血，如〈東漢諸帝多不永年〉、〈武后納諫知人〉、〈明初文人多不仕〉、〈明初文字之禍〉的專題，又謂“《三國志》多迴護”、「《宋史》事最詳」。內容主要就二十四史的編撰（編撰過程、時間，史料來源、真偽）、體例（異同優劣）加以考據，兼論政事、制度、人物之優劣臧否。

## 正史對映目錄導引
《二十二史劄記》各卷之內容所對映之正史如下所列。

| - 卷1-3 : 史記、漢書 - 卷4-5 : 後漢書 - 卷6 : 三國志 - 卷7 : 三國志、晉書 - 卷8 : 晉書 | - 卷9 : 宋書、南齊書、梁書、陳書 - 卷10-12 : 宋書、南齊書、梁書、陳書、南史 - 卷13-15 : 魏書、北齊書、周書、隋書、北史 - 卷16-20 : (旧唐书)、新唐书 - 卷21-22 : (旧五代史)、新五代史 | - 卷23 : 宋史、遼史、金史 - 卷24-26 : 宋史 - 卷27 : 遼史、金史 - 卷28 : 金史 - 卷29-30 : 元史 - 卷31-36 : 明史 |

## 內容特點
《二十二史劄記》的最大特點乃它採納排比和歸納等方法解讀歷史、並採以史證史。對於史書上重大的歷史事件、人物、現象及史實，以歸納法集合有關資料，作有系統的論述與客觀評價。共有609題，題目大多標新立異。多著重經世致用，探明治亂興衰。如趙翼指「東漢諸帝多不永年」乃從東漢各皇帝的壽命年期中歸納出來；研究宋朝時便提出「宋制祿之厚」、「宋恩蔭之濫」、「宋恩賞之厚」及「宋冗官冗費」，指出宋朝對文人在進仕上的過份優待，導致宋朝在官員方面的支出形成沉重負擔；「明初文字之禍」部分則歸納出「明祖通文義，固屬天縱。然其初學問未深。往往以文字疑誤殺人，亦已不少。」

## 各家評價
梁啟超對趙翼《二十二史劄記》的評價：“用歸納法比較研究，以觀盛衰治亂之原。”一針見血地指出了《二十二史劄記》的最大優點。李慈銘評說：“其書以議論為主，……蓋不以考核見長。” 周振鹤曾比较钱大昕、赵翼、王鳴盛三人，並指出三人之学问有〈龙、虎、狗〉之别。錢大昕《廿二史考异》是“点石成金”、趙翼《廿二史劄記》是“披沙沥金”、至於王鳴盛《十七史商榷》最差，是脸上贴金之滥竽。

## 真偽論辯
李慈铭在《越縵堂日記》中两次提出此书非赵翼自作，而是购於“宿儒之子”。然杜維運於《趙翼傳》中曾詳辯此問題，可參看。

### 引用
1. ↑  王樹民,《廿二史札記校證》附錄,中华书局/北京,2013年3月.ISBN 978-7-101-09144-1
2. ↑  曾贻芬：《钱大昕的历史文献学》，《史学史研究》1998年第1期。
3. ↑  《越缦堂日记》同治九年（1870年）七月初五日日记中写下了如下一段话：“阅赵翼《廿二史札记》。常州老生皆言此书及《陔余丛考》，赵以千金买之一宿儒之子，非赵自作。”同治十二年十月二十七日日记中又说：“近代窃人之书效郭象故智者……，赵翼之《廿二史札记》出于常州一老诸生，武进、阳湖人多能言其姓字。”

## 外部連結
- 『廿二史箚記』wiki（页面存档备份，存于）（GFDL對應網站）（中文）（日語）
- 廿二史劄記_国学导航（页面存档备份，存于）